# Тест на Ишихара
Тестът на Ишихара е тест за проверка на цветоусещането и степента на цветна слепота при пациенти. Наречен е по името на д-р Шинобу Ишихара, професор в Токийския университет, който за първи път публикува разработките си през 1917 г.
Тестът се състои от голям брой цветни табла, наречени табла на Ишихара, всяко от които се състои от привидно случайно разпръснати кръгове с различна големина и цвят. В изображението, което се образува на таблото, някои кръгове образуват геометрична фигура или число, които достатъчно ясно се открояват за хората с нормално цветоусещане, но са невидими или трудно видими за хора с нарушения като далтонизъм, проявяващ се в неразличимост на червения от зеления цвят.
Пълният тест на Ишихара се състои от 38 табла, но наличието на проблем в цветоусещането обикновено може да се установи дори и само от първите няколко табла. Съществува съкратен вариант на теста, състоящ се от 24 табла.
Таблата са проектирани така че да установяват четири различни разновидности на цветната слепота. При първия вид табла, хората с дефект на цветното зрение виждат различна фигура от хората с нормално цветно зрение. При втория вид табла само хора с нормално цветно зрение могат да различат скритата в изображението на таблото фигура. При третия вид, фигурата може да се разпознае само от хора с дефект на цветното зрение (например, табло № 19). Четвъртият вид табла, диагностичните, служат да се определи вида на дефекта (протанопия, деутеранопия, тританопия) и колко сериозно е проявлението му.

## Галерия
- Табло на Ишихара № 1 (12)
- Табло на Ишихара № 13 (6)
- Табло на Ишихара № 19 (Не е изобразено нищо, но пациенти, които не различават червено от зелено, виждат числото 2)
- Табло на Ишихара № 23 (42)